# Manöver im Herbst

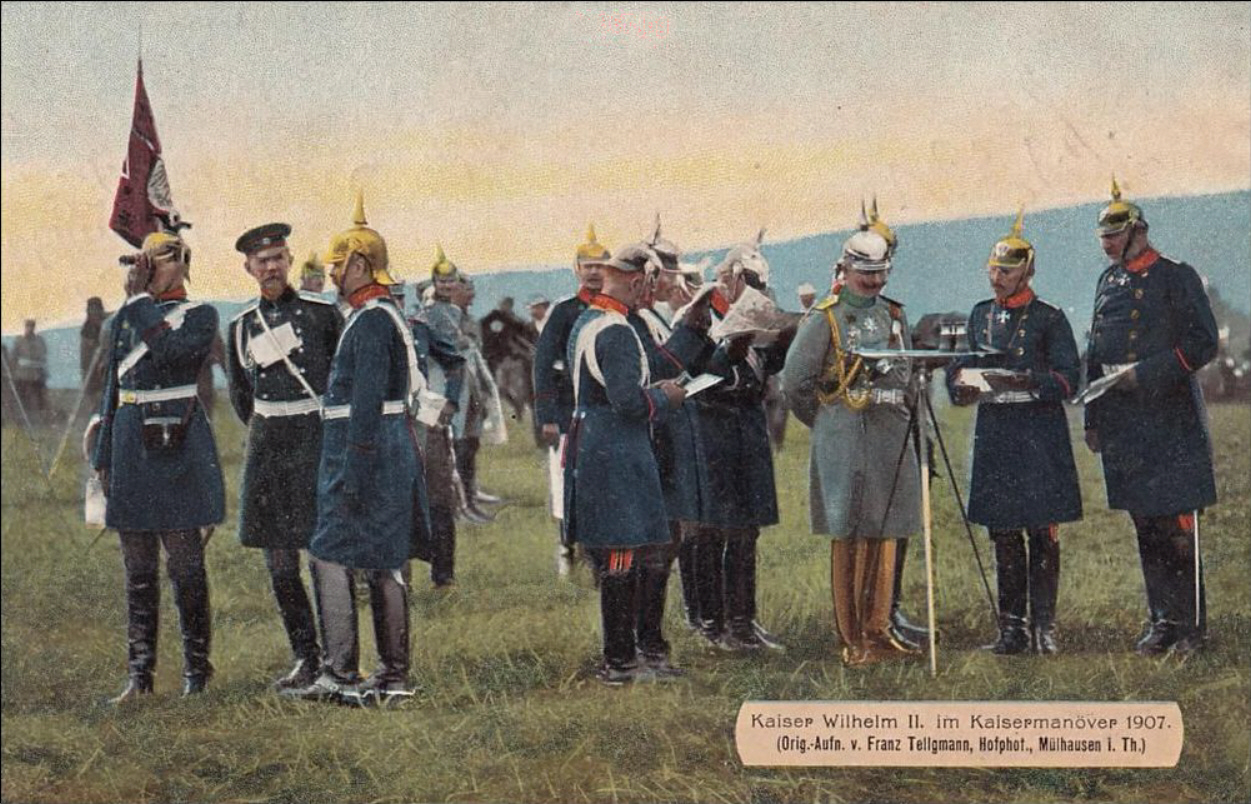
Kaisermanöver 1907

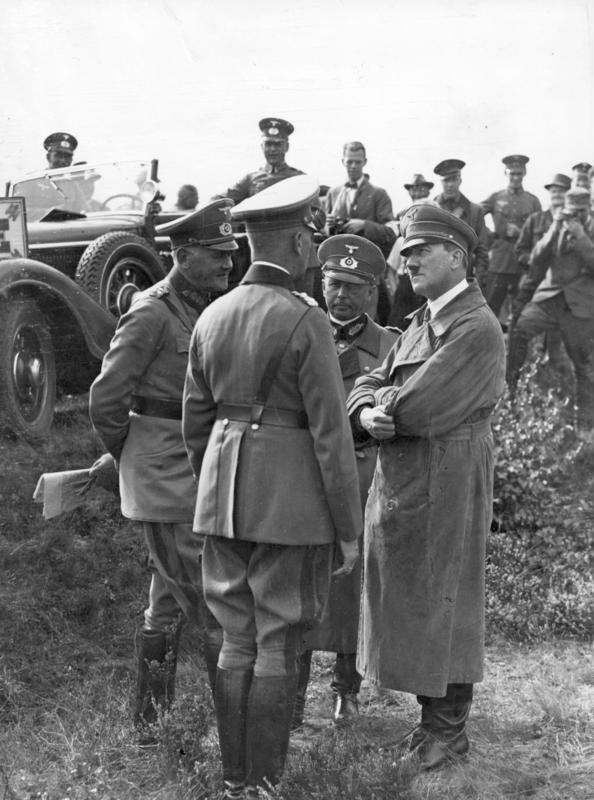
Herbstmanöver bei Celle, Hitler

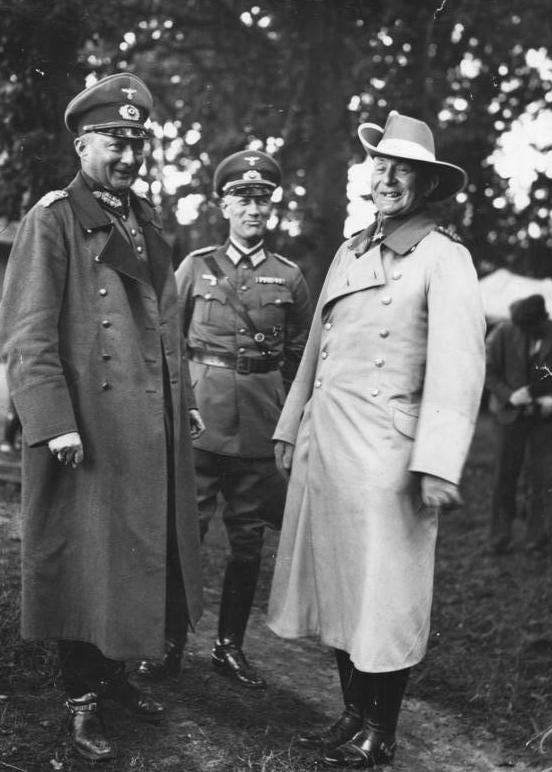
Herbstmanöver bei Celle, Generalstab

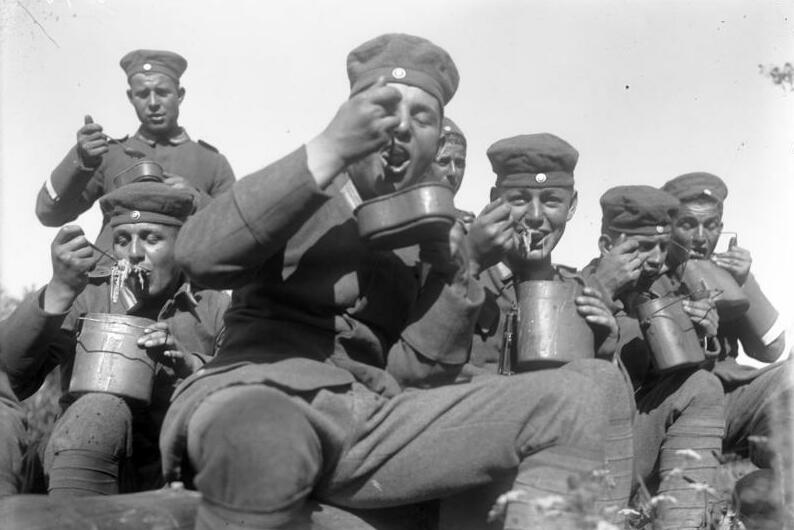
Reichswehr beim Herbstmanöver in Ostpreußen

Manöver im Herbst (Untertitel: Das Leben des guten Deutschen Heinrich Emanuel Schütze) ist ein satirischer Kriegs- und Gesellschaftsroman von Heinz G. Konsalik aus dem Jahr 1967, der sich mit dem Militarismus in Deutschland und seinen Auswirkungen auf die Gesellschaft beschäftigt. Nach eigenen Aussagen des Autors blieb Manöver im Herbst deutlich unter den Verkaufserwartungen zurück und galt daher lange Zeit als einer der weniger erfolgreichen Bücher aus der Konsalik-Reihe. Erst 1978/79, als die „Allgemeine Konsalik-Welle“ einsetzte, erreichte auch dieser Titel eine Auflage von 0,4 Millionen Exemplaren. Das „giftigste Buch seit Hermann Hesse“ enthält die Lebensgeschichte des Berufssoldaten Heinrich Emanuel Schütze, der einmal in seinem Leben auf dem Feldherrenhügel stehen möchte und dafür alles riskiert.

## Inhalt

### Klappentext
„Allen Deutschen, die aus zwei Weltkriegen, zwei Geldentwertungen, zwei totalen Zusammenbrüchen und über 50 Millionen Kriegstoten noch nichts gelernt haben, mit Beklemmung gewidmet. Er erzählt das Leben des „guten“ Deutschen Heinrich Emanuel Schütze, den Lebenslauf eines Berufssoldaten – vom Fähnrich der kaiserlichen Armee 1913 bis zum Oberstleutnant a. D. der großdeutschen Wehrmacht und zum Textillieferanten der neuen Bundeswehr. Die Geschichte eines Mannes, der im guten Glauben dem Vaterland dient und der in fünfzig Jahren nichts dazugelernt hat, weil seine Ideale und Ansichten sich nicht geändert haben.“

## Handlung
Heinrich Emanuel Schütze ist auch beim diesjährigen Herbstmanöver, dem Kaisermanöver, im niederschlesischen Trottowitz als Freiwilliger im Dienstrang eines Fähnrichs dabei. Sein Vorgesetzter, Hauptmann Stroy, hat ihn in Aussicht gestellt, dass er nach erfolgreicher Beendigung des Manövers zum Leutnant befördert würde. Das Manöver findet vor großen Publikum statt: Kaiser Wilhelm II, König August von Sachsen, König Konstantin von Griechenland stehen auf dem Feldherrenhügel, ebenso wie der preußische Kriegsminister Erich von Falkenhayn und Generalstabschef Generaloberst Helmuth von Moltke. Die schlesischen Grenadiere unter Fähnrich Schütze schlagen in einem unkonventionellen Gegenangriff völlig überraschend die blauen Truppen des Kaisers, das Berliner Königin-Augusta-Gardegrenadierregiment Nr. 4, zurück und damit düpieren sie das Staatsoberhaupt des Deutschen Reiches. Der Regimentskommandeur Oberst von Fehrenberg ist entsetzt, enthebt Schütze seines Kommandos und übergibt es seinem Rivalen, Leutnant Petermann. Während seine Kameraden davon ausgehen, dass Schütze, der „Kaiserschreck“, mit diesem Fauxpas sowohl seine militärische als auch seine gesellschaftliche Karriere für alle Zeiten selbst ruiniert hat, ist der Kaiser über dieses „Husarenstück“ amüsiert und lässt Schütze zum Leutnant befördern.
Heinrich Emanuel besucht Freiherr von Perritz auf seinem adeligen Landgut und bittet förmlich um die Hand seiner Tochter. Dies würde für ihn der langersehnte gesellschaftliche Aufstieg bedeuten. Dies wird brüsk abgelehnt. Der Freiherr demütigt den „Kaiserschreck“ und will den gesellschaftlichen Abstieg seiner Tochter um jeden Preis verhindern. Ein Leutnantsgehalt würde seiner Meinung nach keinesfalls ausreichen, um den standesgemäßen Lebensstil einer Freifrau zu finanzieren. Sollte die Hochzeit dennoch gegen seinen Willen stattfinden, so verkündet er, dass er seine Tochter enterben würde, so dass sie auf gar keinen Fall in den Genuss der Mitgift kommen würde. Schützes Selbstwertgefühl bricht dadurch völlig zusammen.
Erst durch Vermittlung und „Geschäftsanbahnung“ durch den Familienpatriarchen Eberhard Sulzmann, einem vermögenden Breslauer Schlachtermeister, kommt die Verbindung trotz anfänglichen Widerstands als eine Art Geschäftsbeziehung zustande. Sulzmann bekommt dafür den Titel als Kommerzienrat. Weihnachten 1913 heiratet Leutnant Heinrich Emanuel Schütze seine Amelia von Perritz und beginnt damit, seinen eigenen Hausstand zu gründen.
Am 15. Januar 1915 wird er ins ostpreußische Goldap zur 3. Kompanie des Infanterieregimentes Graf Dönhoff, Ostpreußisches Regiment Nr. 44  versetzt. Heinrich und seine Frau kommen mitten in einem verheerenden Schneesturm dort an und der Leutnant wird von seinem Hauptmann kalt empfangen. Während seine Einheit eine Winterübung in den Seesker Höhen durchführt, steht die Welt am Vorabend des Ersten Weltkriegs. Um Mlawa konzentriert sich die 2. Russische Armee und andere Truppenteile ballen sich an der Grenze zu Masuren.
Am 28. Juli 1914 tritt das Deutsche Reich in den Ersten Weltkrieg ein. Die Mobilmachung wird ein gefeiertes Großereignis, welche zu Beginn noch Volksfestcharakter hat und mit großem Enthusiasmus vorangetragen wird.
Schütze wird an die Westfront versetzt und erlebt das Sterben von Menschen zum ersten Mal im März 1915 zur Winterschlacht in der Champagne. Schützes Einheit verbüßt 24 Gefallene. Am 20. März 1915 wird Schütze zum Oberleutnant ernannt und erhält das EK II.
Großvater Sulzmann wird Heereslieferant für Fleischkonserven. Amelia muss nach Einbruch der Russen aus Masuren fliehen und kehrt auf das väterliche Gut in Trottowitz zurück. Währenddessen wird Schütze von einer Gruppe Franktireurs gefangen genommen. Er rechnet ständig damit erschossen zu werden, als man ihm eröffnet, dass man mit ihm einen Austausch mit Charles Bollet möchte. Schütze ist preußischer Offizier und ein „guter Deutscher“, daher lässt man sich widerstrebend auf diesen Handel ein. Nachdem Schütze ausgelöst wurde, darf er seine Erfrierungen ambulant in seiner Heimat Breslau auskurieren. Die freie Zeit nutzt er mit taktischen Übungen am Sandkasten.
Dann muss Olt. Schütze wieder zur Front zurück und wird im Oktober 1915 Stadtkommandant der Kleinstadt Soustelle in den Vogesen. Amelia ist derweil schwanger geworden. Sie wünscht sich ein Mädchen, welches nicht in den Krieg ziehen muss. Das kaiserliche Heer hatte in Zwischenzeit gewaltige Verluste in der Lorettoschlacht, im Artois und in Flandern erlitten.
Eines Nachts steigt Bollet bei ihm ein. Der Franktiradeur, der ihm das Leben verdankt. Er lädt ihn zu sich nach Hause ein, wo es nach einer guten Mahlzeit und reichlich Wein zu einer inszenierten Verführung durch Bollets Tochter Jeanette kommt. Damit hat Bollet ihn in der Hand, bezichtigt ihn der Vergewaltigung seiner Tochter und verlangt von ihm, dass er die Streifen abzieht, wenn seine Männer einen Nachschubszug überfallen.
Heinrich Emanuel und Jeanette haben eine neue Leidenschaft erfahren und Jeanette hat sich sogar in den Deutschen verliebt. Schütze fühlt sich während eines Heimaturlaubes jedoch moralisch sehr schlecht, dass er seine Ehefrau betrogen hat.
Jeanette Bollet, die wegen ihrer Liebe zum Feind von ihrem Vater mit einem Ochsenziemer verprügelt wurde, wird nach Schützes Rückkehr in Frankreich am 10. Januar 1916 Putzhilfe in der Kommandantur. Jeanette wird Heinrich Emanuels Mätresse und erlebt mit ihm einen wilden und ungezügelten Rausch der Leidenschaft, den die beiden wie eine Wiedergeburt des Lebens erleben.
Aufgrund der starken Personalverluste erhält Schütze keine Verwendung mehr beim Landwehrdienst, sondern an der Front, die dringend nach frischen Truppenführern verlangt. Schützes Division wird an den Hängen der Côtes Lorraine an der Maas bereitgehalten, um als Reserve in die Schlacht um Verdun eingreifen zu können.
Sein Sohn Christian-Siegbert wird im Mai 1917 geboren.
Oberleutnant Schütze dient in einer Kampfleitstelle, ca. 12 Kilometer von der Front entfernt und bearbeitet die Verlust- sowie die Personalanforderungslisten.
Nach 1,8 Millionen Kriegstoten ist das Deutsche Reich ausgeblutet. Oberleutnant Schütze wird von seiner Einheit versprengt, muss in einer Art Panzervernichtungstrupp um sein Leben kämpfen und überbringt dem Armeekorps eine wichtige Meldertasche. Danach wird er von einem General direkt zum Hauptmann befördert und erhält für seine Tapferkeit das EK I sowie den Hohenzollernorden. Bei einem feindlichen Artillerieüberfall wird die Nachhut des Korps vernichtet, nur Schütze überlebt. Im März 1918 wird er in Flandern verwundet. Seine letzte Kriegsverwendung ist Standortkommandant in Belgien. Dann endet der Erste Weltkrieg in einem fürchterlichen Chaos unter Zusammenbruch der alten Ordnung. Soldatenräte übernehmen das Kommando und verüben teilweise unter den Offizieren Rache. Auch Schütze wird zusammengeschlagen, weil er Geheimakten nicht aushändigen will. Am 21. November 1918 passiert er mit seinen Truppen den Rhein und soll sich gemäß Befehl in Munster melden.
Er findet sich in einer Welt wieder, die er nicht mehr versteht. Daher sucht er Anschluss an die Freikorps, die mit Gewalt die alte Ordnung wiederherstellen wollen. Bei einer kurzfristigen Aushilfe im Großbetrieb seines Großvaters Sulzmann, macht ihm die temperamentvolle Magd Duscha Avancen, die er jedoch brüsk ablehnt. Die Nachkriegszeit überbrückt er als Gebietsvertreter der Vereinigten Margarinewerke GmbH in Köln. In der Margarine liege die Zukunft der Volksernährung will man ihnen glauben machen. Außer ihm arbeiten noch 27 weitere ehemalige Offiziere in den Außenbezirken. Im September 1919 gebiert Amelia das zweite Kind: Giselher-Wolfram.
Im März 1920 zieht Familie Schütze in den Mauriziuswall in Köln und Heinrich Emanuel beginnt seine Vertreterarbeit. Der Vertrieb der Margarinenmarke „Morgenröte“ ist mit viel Laufarbeit und Kundenbesuchen verbunden. Hauptmann a. D. Schütze geht bei der Kundenakquise strategisch vor, so wie er es in seinen Taktikschulungen gelernt hat. Darunter gehört auch das Proletariat, welches vom Kommunismus beherrscht wird. Eine seiner Kundinnen, Erna Sülke, ist in Zahlungsschwierigkeiten und will ihm ihre Schulden in „Naturalien“ auszahlen. Es kommt zu einer pikanten Szene zwischen Heinrich Emanuel und der nackten Erna, bei der er die Hand auf ihren Brüsten hat. Sie hat das Ganze inszeniert, um ihrem Ehemann eine Vergewaltigung vorzuspielen. Das ganze Haus ist aufgebracht über diesen „Wüstling“ und will ihn lynchen. Nur mit Mühe und Not kann Schütze entkommen.
Zwischen ihm und seiner Frau kommt es immer wieder zu Streitigkeiten. Sie ist nach der traumatischen Weltkriegserfahrung zur absoluten Pazifistin geworden, was im absoluten Gegensatz zum fanatischen Bellizismus ihres Mannes. Sie möchte auf gar keinen Fall, dass ihre Söhne auch so werden. Aus Trotz tritt Schütze im September 1920 in den Kriegerverein „Heimbund ehemaliger Soldaten“ ein. Eine Umgebung, wo er sich verstanden und wohl fühlt.
Im Jahr 1922 leidet Deutschland unter der Hyperinflation und Schützes Mutter begeht Selbstmord, da sie ihr ganzes Ersparte verliert. Die Spannungen der Weimarer Republik und die immer schärfer werdenden Auseinandersetzungen zwischen Nationalsozialisten und Kommunisten entladen sich auch auf dem Schulhof. Christian-Siegbert leidet sehr darunter, da er immer wieder von Mitgliedern der kommunistischen Jugend verprügelt wird. Heinrich Emanuel bittet seine Frau, einen Brief an ihren Onkel Eberhard, einen Generalmajor im Wehrkreis VI bei Münster, zu schreiben und um eine Verwendung ihres Mannes Heinrich Emanuel zu bitten. Nur unter allergrößter Überwindung kommt sie seiner Bitte nach. In der Zwischenzeit schreibt Schütze einen „Tatsachenbericht“ mit dem Titel „Das Deutsche Heer als Träger der Staatsidee“, welche beim Militär großen Anklang findet.
Am 23. Juni 1923 wird ihre gemeinsame Tochter Uta-Sieglinde geboren und Heinrich Emanuel wird in die Reichswehr übernommen. Er erhält einen Posten als Kompaniechef der 14. Kompanie des 18. Infanterieregimentes in Detmold.
Mit großem Interesse verfolgt Schütze die Ereignisse des Hitler-Ludendorff-Putsches am 9. November 1923 vor der Feldherrnhalle. Mit seiner Frau kommt es immer wieder zu heftigen Streitigkeiten, da sie das Kriegsspielzeug für Christian-Siegbert trotz scharfen Protest des Vaters immer wieder zerstört.
Zwischen Christian-Siegbert und dem Sohn des Detmolder NSDAP-Kreisgruppenleiters Hugo Nüssling entwickelt sich eine Freundschaft. Der Vater kann sie ihm trotz Schlägen nicht austreiben.
Im Winter laufen die Jungs Christian-Siegbert, Hugo Nüssling und Ewald Schwarz auf dem Detmolder Schlossteich Schlittschuh. Christian-Siegbert bricht auf dem Eis ein und ertrinkt beinahe, würden ihn die andern beiden nicht retten.
Heinrich Emanuel Schütze möchte sich erkenntlich zeigen und kauft Kriegsspielzeug ein. Während Anton Schwarz das Geschenk ablehnt, ist er im Hause Nüssling damit wesentlich willkommener. Hugo Nüssling schenkt ihm zum Abschied Mein Kampf von Adolf Hitler.
1929 zieht Familie Schütze nach Berlin um. Der Hauptmann bekommt einen Dienstposten an einer Kriegsschule. Die Großstadt Berlin macht ihnen Angst. Als sie am Bahnhof Charlottenburg ankommen, wird der Familienvater von Rotfrontkämpfern verprügelt. Eine Zeitung titelt am nächsten Tag: „Roter Mob überfällt Reichswehrhauptmann. Was tut die Regierung?“ Es ist ein traumatisches Erlebnis, von der er sich lange Zeit lang nicht erholt.
Heinrich Emanuel Schütze hat die Anweisung extremistisches Gedankengut von links und von rechts zu bekämpfen. Auf dem Schwarzen Brett anstelle des Dienstplanes entdeckt er immer wieder einen Zeitungsausschnitt des Völkischen Beobachters, den Unbekannte dort auf provokative Art angeheftet haben. Schütze legt sich im Klosett auf die Lauer und erwischt zwei Leutnante, Absolventen der Offiziersreitschule, die für die verfassungsfeindliche Aktion verantwortlich sind.
Die Nationalsozialisten lassen ihre Wut an den drei Schütze-Kindern aus, die jetzt fast täglich verprügelt werden. Auch der SA-Sturm macht den Schützes das Leben schwer. Die Schulleitung reagiert und versetzt Schütze in die Divisionskleiderkammer, was ein katastrophaler Abstieg für den Offizier bedeutet, der sich so gerne im Generalstab gesehen hätte.
Heinrich Emanuel Schütze ist dabei, sich mit seiner Dienstpistole das Leben zu nehmen, als ein Stein durchs Fenster fliegt. Es sind SA-Sturmsoldaten, die vor seinem Haus randalieren. Schütze beschließt weiterzuleben, wehrhaft zu bleiben und seine Feinde zu bekämpfen. Es kommt in Leipzig zu einer Gerichtsverhandlung gegen die faschistischen Leutnante, bei der Schütze als Zeuge aussagen muss. Es kommt zu einer charismatischen Begegnung mit Adolf Hitler, der ebenfalls beiwohnt. Aus seinem Hass gegenüber Hitler wird zunehmende Bewunderung.
Familie Schütze verbringt drei Monte auf Gut Perritzau in Schlesien. Der Gutsbesitz beherbergt derzeit viele polnische Landarbeiter, die Probleme mit sich bringen. Heinrich Emanuel kommt daher auf die Idee, eine Landarbeiterreform zu initiieren. Militärische Haus- und Geräteappelle spielen dabei eine wichtige Rolle. Wanda Schimansky soll Schütze mit einer Verführung davon abbringen und schließt sich mit ihm ein. [Was die beiden tun, erfährt der Leser jedoch nicht.] Von nun an meidet Schütze jeden Kontakt mit der polnischen Landbevölkerung. Er schreibt sein zweites Buch Der Angriff als Abschlag, während im Offizierskorps der Reichswehr sich die Republikaner und die Nationalsozialisten gegenüberstehen. Seinem Sohn Christian-Siegbert verbietet Heinrich Emanuel in die Hitlerjugend einzutreten, da der Sohn eines Reichswehroffiziers unpolitisch zu sein hat. Gegen den Willen seines Vaters nimmt er aber dennoch an den Kameradschaftsabenden der HJ teil.
Schütze macht einen weiteren Sprung auf der Karriereleiter, indem er Referent in der Abtlg. Ausrüstung wird. Am 30. Januar 1933 beginnt die Machtergreifung und Hitler wird Reichskanzler. Schütze nimmt begeistert an den Fackelumzügen seiner Anhänger teil. Wenig später veröffentlicht er eine zweite wehrtechnische Studie: „Die Möglichkeit einer Landung auf den Britischen Inseln“. Eine Beförderung in den Stabsdienst ist jedoch zunächst noch ausgeschlossen, da ein General Müller vom Reichswehr-Offiziers-Personalamt Schützes anfänglichen Widerstand gegen den Nationalsozialismus nicht vergessen hat. Am Tag, als er General Müller sein Entlassungsgesuch vorlegen will, eröffnet dieser ihm, dass der Führer seine Studie gelesen und zur Geheimsache Heer erklärt hätte. Man zwingt ihn und seine Familie dazu, geschlossen in die Partei einzutreten. Die beiden Söhne freuen sich endlich über den lang ersehnten Beitritt in die HJ, Uta-Sieglinde wird Jungmädel und Amelia gegen ihre tiefste Überzeugung Mitglied der NS-Frauenschaft.
1934 kommt es zum Röhm-Putsch und der gewaltsamen Ausschaltung der gesamten SA-Führung. Auch Eberhard von Perritz scheint darin involviert zu sein.
Mit Einführung der Allgemeinen Wehrpflicht darf Schütze endlich zum Truppendienst zurück.
1938 bei der Besetzung des Sudetenlandes kommt es zu einer scharfen Auseinandersetzung mit dem SS-Sturmbannführer Gunter Harris. Schütze weigert sich bei der Sicherung des Abtransportes von Sozialisten und Kommunisten. Daraufhin schlägt er den SS-Offizier. Es kommt zu einer hässlichen und unmenschlichen Szene mit gefangenen Zivilisten, die Schütze sehr berührt. Schützes Verhalten (wegen zersetzender Tätigkeit und Schädigung des deutschen Ansehens) wird dem Reichsführer SS Heinrich Himmler gemeldet, unterschrieben von SS-Gruppenführer Reinhard Heydrich.
Am nächsten Tag stürmt ein SS-Kommando die Wohnung der Schützes in Grunewald. Sie bedrängen Amelia, belästigen Uta-Sieglinde auf unsittliche Art und Weise und schlagen Christian-Siegbert krankenhausreif. Außerdem entwenden sie einen Brief von Eberhard v. Perritz. Heinrich Emanuel, der derweil in Eger weilt, ist außer sich, kann aber nichts tun. Im Sudetenland rettet er eine Familie, die vor einer mordlüsternen SA-Meute um ihr Leben rennt. Sein Weltbild ist damit tief erschüttert. Christian-Siegbert macht sein Abitur und danach freiwillig als Offiziersbewerber bei der Wehrmacht, die jetzt nicht mehr dem preußischen Reichskriegsministerium, sondern dem Oberkommando der Wehrmacht unterstellt ist. Der feinsinnigere Giselher-Wolfram hingegen will Journalist werden, was seinen Vater zutiefst entsetzt. Am 9. November 1938 erlebt die Familie Schütze die Reichskristallnacht in der Wilmersdorfer Straße und ist dadurch zutiefst traumatisiert. Sie können jedoch bewirken, dass Dr. Bernstein, ein jüdischer Arzt aus der Nachbarschaft, einstweilen davon verschont wird. Am 1. Mai 1939 wird Schütze nach Rummelsburg in Hinterpommern strafversetzt. Nach der geheimen Mobilmachung und den Kriegsvorbereitungen stimmt Schütze mit der Politik des Dritten Reiches wieder überein. Der Überfall auf Polen wird ein schneller Blitzkrieg. Die Verluste sind verhältnismäßig gering. Allerdings fällt Schützes 1. Zugführer bei Gefechten.
Schütze muss als Beisitzer bei einer Kriegsgerichtssitzung teilnehmen. Es geht um vier ermordete polnische Professoren, denen von SS-Männern der Schädel eingeschlagen worden ist. Die Angeklagten werden verurteilt und sollen am nächsten Tag erschossen werden. Dann wird ein Schriftstück vom Führerhauptquartier vorgelegt und die beiden Mörder müssen mit sofortiger Wirkung freigelassen werden. Schütze verzweifelt an der neuen deutschen Ordnung. Christian-Siegbert wird am letzten Tag des Überfalls auf Polen verwundet und erhält das Schwarze Verwundetenabzeichen. Sein Vater ist sehr stolz auf ihn. Ein Jahr später im Frühjahr beginnt Fall Gelb. Auch dies wird ein rascher Sieg.
Es kommt zu einer erneuten Begegnung zwischen Schütze und Dr. Landwehr. Schütze wird zum Major befördert. Bei einem Ausritt hat Heinrich Emanuel einen Schusswechsel mit einem Franzosen, den er mit einem Oberschenkelsteckschuss verletzt. In dem folgenden Gespräch kommt zum großen Schock für beide heraus, dass es sich um Pierre Bollet handelt und dass der junge Mann Schützes unehelicher Sohn ist. Pierre reagiert aggressiv, da er aus tiefer Abneigung keinen deutschen Vater haben will. Die beiden trennen sich wieder. Der Vater erfährt nicht, dass sein Sohn später als Zwangsarbeiter sterben wird.
Am 22. Juni 1941 beginnt die Operation Barbarossa. Leutnant Christian-Siegbert Schütze nimmt am Feldzug teil und schreibt seinen Eltern Feldpostbriefe. Auch Giselher-Wolfram tut das. Allerdings schreibt er im Gegensatz zu seinem älteren Bruder von einer fürchterlichen Todesangst. Dann fällt Christian-Siegbert bei Białystok durch ein Explosivgeschoss, welches seine Brust aufreißt. Diese Nachricht verursacht bei Amelia schweres Nervenfieber und Heinrich Emanuel muss aus familiären Gründen Heimaturlaub einreichen. Dann muss er, der nach dem Tod seines Sohnes einen starken Hass gegenüber den Russen empfindet, wieder zurück an die Ostfront, um in der Doppelschlacht bei Wjasma und Brjansk ein Bataillon zu führen. Während der Operation Taifun erleidet Schütze Erfrierungen, woraufhin ihm zwei Zehen amputiert werden müssen. Nach einem Aufenthalt in Borissow kann er nach Deutschland zurück. Auch Giselher-Wolfram kommt nach einer Verwundung durch eine MG-Salve in ein Lazarett bei Neuruppin. Für ihn ist der Krieg vorbei. Er möchte entgegen dem ausdrücklichen Willen seines Vaters Journalismus studieren.
Baron von Perritz stirbt. Sein Testament, welches Amelia begünstigt, darf allerdings nicht ausgezahlt werden, da er politisch aktiv war. Heinrich Emanuel Schütze bekommt eine neue Verwendung in Frankreich beim Generalkommando der 15. Armee unter Generaloberst von Salmuth. Dr. Landwehr nimmt ihn mit in einen Kreis konspirativer Offiziere, die mit der Bewegung 20. Juli in Verbindung steht. Schütze ist mittlerweile zum Oberstleutnant befördert worden und kommt als Koordinator für den Nachschub nach Paris in den Besatzungsstab. Es ist ein angenehmes Leben weitab vom Massensterben in Stalingrad und Monte Cassino.
Schütze soll nach dem Attentat auf Hitler und der Alarmierung Männer im SD-Stab der Kommandantur verhaften und zum Befehlshaber Frankreich bringen. Das Anschlag schlägt fehl und es kommt zu einer Verhaftungs- und Hinrichtungswelle. Darunter auch General a. D. Eberhard v. Perritz. SS-Standartenführer Ehrenbach und SS-Sturmbannführer Harris nehmen Schütze unter Hausarrest. Dann wird er im HQ des Pariser SD verhört und bekommt Todesangst, jeden Tag hingerichtet werden zu können. Doch seine Schuld kann nicht bewiesen werden und Schütze kommt frei. Man sieht in ihm keinen politischen Aktivisten, sondern lediglich einen Mann, der blind Befehle befolgt.
Die Amerikaner landen 1944 in der Normandie und die Ostfront bricht zusammen. Amelia und Uta-Sieglinde müssen auf der Flucht vor den Russen Rummelsburg räumen, fliehen erst nach Berlin und anschließend nach Schleswig-Holstein. Heinrich Emanuel wird mit seiner Truppe am Rhein aufgefangen und unter dem Befehl von Generalfeldmarschall Model im Ruhrkessel eingesetzt. Am 23. Mai 1945 geht Schütze mit der Regierung Dönitz in Kriegsgefangenschaft und wird „umerzogen“. Er macht sich einen Namen durch seine Vortragsreihe über die Ereignisse des 20. Juli. Seine Entlassung erfolgt im Februar 1946, woraufhin er nach Detmold zurückkehrt. Er wird im Haushalt von Anton Schwarz wieder aufgenommen und arbeitet als Lagerist in dessen Spulerei. Seine Frau und Kinder lässt er über das Rote Kreuz suchen. Die anderen Mitglieder der Familie Schütze leben in einer kleinen Box in einer Turnhalle als Auffanglager für Flüchtlinge unter schlimmen humanitären Bedingungen. Durch eine glückliche Fügung wird die Familie wiedervereinigt und sie finden zueinander.
Heinrich Emanuel bekommt eine Arbeit als Vertreter für Wäschestampfer in Frankfurt. Es sind Wäschestampfer, die aus gebrauchten Stahlhelmen hergestellt werden. Als er auf dem Schwarzmarkt gebrauchte Feldküchen verkauft, macht Schütze ein Vermögen. Mit dem verdienten Kapital von DM 85.500,- gründet er eine Textilhandelsgesellschaft. Nach der Währungsreform von 1948 kommt die Familie Schütze zu weiterem Wohlstand und kauft sich ein prächtiges Anwesen bei Bad Soden am Taunus. Es kommt mit dem Vater zu Spannungen, als im Jahr 1951 Giselher die Britin Ellen Vickers heiraten möchte und als Uta-Sieglinde sich einen Pazifisten, den Diplomingenieur Walter Bolz, als Verlobten nimmt. Mit der Zeit werden diese überwunden. Die Bundeswehr wird gegründet und Schütze beliefert sie mit 30.000 Paaren Wollsocken. Am Ende erhält Heinrich Emanuel eine Einladung vom Ministerium, an einem Herbstmanöver teilzunehmen und darf seinen Traum erfüllen wie ein echter Generalstabsoffizier auf einem Feldherrnhügel das Geschehen aus dem Scherenfernrohr beobachten zu können.

## Hauptfiguren
- Heinrich Emanuel Schütze: Protagonist und Berufsoffizier aus Breslau
- Eberhard Sulzmann: Heinrichs Großvater mütterlicherseits, Familienoberhaupt
- Hauptmann Stroy: Schützes Vorgesetzter am Anfang seiner Laufbahn
- Amelia von Perritz: Tochter des Freiherren von Perritz auf Perritzau
- Freiherr von Perritz: ihr Vater
- Eberhard von Perritz: Amelias Onkel
- Christian-Siegbert (†), Giselher-Wolfram, Uta-Sieglinde und Fritz: Heinrich Emanuels und Amelias Kinder
- Dr. Landwehr: Stabsarzt, dem Schütze in seinem Leben immer wieder begegnet

## Sprachstil
„Auf dem Marktplatz von Trottowitz standen ein Trommler und ein Bläser. Sie standen da in strammer Haltung. Kreuz hohl, Brust raus, Gesäß nach außen gedrückt, und trommelten und bliesen in den frühen Morgen.“

## Historischer Kontext
Manöver im Herbst umfasst weite Teile der Militärgeschichte Deutschlands. Angefangen mit der Kaiserzeit (1913/1914), dem Ersten Weltkrieg (1914–1918), der Weimarer Republik (1919–1932), der NS-Zeit (1933–1939), dem Zweiten Weltkrieg (1939–1945) und der Nachkriegszeit (1945–1963) mit der Wiederbewaffnung und Gründung der Bundeswehr.

## Rezensionen
Manöver im Herbst, was ursprünglich den Untertitel „Geschichte der öffentlichen Seele unter Wilhelm II“ tragen sollte, nimmt gemäß Harder im Gesamtwerk Konsaliks eine Sonderstellung ein. Es beinhaltete in beinahe epischer Form von zwanzig Kapiteln einen sehr langen Handlungsbogen mit Beginn im Jahr 1913 und Ende in den 1960er Jahren zur Zeit der Bundeswehr. Der Titel ist auch kein typisches Buch über die Weltkriege, hat aber eine sehr spezifische Sicht auf die Ursache des Ersten Weltkriegs.
Es gibt gewisse Parallelen zu Heinrich Mann: Der Untertan (1914) und Konsalik Manöver im Herbst.
Ähnlich wie Mann so beschreibt auch Konsalik einen „Typus des imperialistischen Untertanen, den Chauvinisten ohne Mitverantwortung, des in der Masse verschwindenden Machtanbeters, des Autoritätsgläubigen wider besseres Wissen und politischen Selbstkasteien.“
Beide Figuren leben eine patriarchalische Familienstruktur vor, bei der sich Frau und Kinder bedingungslos unterzuordnen haben. Das Liebesleben der beiden ist in ein offizielles und ein inoffizielles getrennt. Die Ehefrau als ehrbare Bewahrerin des heimischen Herdes und andererseits der sexuelle Lustgewinn mit den Geliebten wie z. B. Jeanette Bollet.
Durch das ganze Buch zieht sich das altdeutsche Prinzip des „Befehlen dürfen“ und des „Gehorchen müssen“. Verlorene Kriege sind verbunden mit einem allgemeinen Sinnverlust.
Der Protagonist und satirische Antiheld Heinrich Emanuel Schütze charakterisiert sich unter anderem durch seine eigene Aussage: „Die Kommunisten hasste er … vor den Nazis hatte er Angst.“

## Textausgaben
- Heinz G. Konsalik: Manöver im Herbst. Originalausgabe. Goldmann Verlag, München 1967, ISBN 978-3-442-03653-0.
- Heinz G. Konsalik: Manöver im Herbst. Lizenzausgabe. Neuer Kaiser Verlag, Klagenfurt 2007, ISBN 978-3-442-03653-0.